# پیوی سانتا لوچی
پیوی سانتا لوچی (به ایتالیایی: Pieve Santa Luce) یک منطقهٔ مسکونی در ایتالیا است که در سانتا لوچه واقع شده‌است. پیوی سانتا لوچی ۹۷ نفر جمعیت دارد و ۱۴۶ متر بالاتر از سطح دریا واقع شده‌است.